# Alycidon
Alycidon (1945-1963) est un cheval de course pur-sang anglais, spécialiste des courses de plat. Il est considéré comme l'un des meilleurs stayers de l'histoire.

## Carrière de courses
Le 17e Comte de Derby ne saura jamais qu'il a élevé un champion. Il meurt en février 1948, alors qu'Alycidon n'a couru que deux fois, et sans montrer de qualité. En 1948, passés six mois où, pour cause de deuil familial interdisant les activités hippiques, le cheval court sous les couleurs du Brigadier Fairfax-Ross, Alycidon se produit sous les couleurs du Comte de Derby, 18e du nom, nommé Edward Stanley lui aussi, et qui a hérité du titre et de l'écurie de son grand-père. Alycidon est un poulain tardif et compliqué qui pour sa course de rentrée en avril 1948, tourne en rond dans l'aire de départ (on part alors à l'élastique, les stalles seront introduites en Angleterre à partir de 1965) et, incapable de s'élancer, finit dans le lointain. Mais quinze jours plus tard, muni d’œillères, il montre un tout autre visage pour s'imposer dans le Classic Trial et prendre la troisième place du Chester Vase. Potentiellement candidat au Derby, il doit s'effacer au profit des autres poulains de l'écurie de Lord Derby, jugés meilleurs que lui, qui est redirigé vers les King Edward VII Stakes, le "Derby" d'Ascot, dont il prend la troisième place. Vainqueur ensuite des Princess of Wales Stakes devant le vainqueur du St. Leger 1947 Sayarijao, il fait un test de tenue très concluant sur les 4 000 mètres des St. George Stakes à Aintree et tente sa chance dans le St. Leger, où il n'est qu'un outsider comparé au Français My Love, vainqueur du Derby et du Grand Prix de Paris. Mais ce jour-là, devant le couple royal, seul le très bon Black Tarquin lui barre la route du succès. C'est la dernière fois qu'un cheval devance Alycidon à l'arrivée d'une course. La fin de saison, ponctuée par deux brillantes victoires dans les Jockey Club Stakes et les King George VI Stakes, confirme les progrès du poulains, qui s'affirme comme l'un, sinon le meilleur stayer (c'est-à-dire spécialiste des longues distances) des îles Britanniques. insuffisant toutefois pour devancer Black Tarquin pour le titre de meilleur 3 ans.  
En 1949, Alycidon est en pleine possession de ses moyens et réalise une saison parfaite. Sur longue distance, jusqu'à l'interminable Goodwood Cup longue de 4 200 mètres, le partenaire de Doug Smith vole, s'envole, cinq, huit, douze longueurs devant les autres. Dans la Gold Cup, la plus prestigieuse des courses de stayers, il prend une éclatante revanche sur Black Tarquin. Lorsqu'il remporte au canter la Doncaster Cup en septembre, il devient le premier cheval à boucler la Triple Couronne des stayers (Goodwood Cup, Gold Cup, Doncaster Cup) depuis Isonomy en 1879, et son exploit ne sera imité que deux fois, par Le Moss en 1980 et Stradivarius en 2019. Voilà entre autres ce qui explique le rating extraordinaire de 138 que lui décerne Timeform (le plus élevé de l'histoire, et de loin, pour un stayer), et qu'il soit considéré comme le meilleur stayer du 20e siècle par John Randall et Tony Morris dans leur livre de référence A Century of Champions.  

### Résumé de carrière
| Date         | Hippodrome  | Pays        | Course                   | Distance    | Jockey      | Place       | Écart       | Vainqueur ou deuxième |
| 1947, 2 ans  | 1947, 2 ans | 1947, 2 ans | 1947, 2 ans              | 1947, 2 ans | 1947, 2 ans | 1947, 2 ans | 1947, 2 ans | 1947, 2 ans           |
| ------------ | ----------- | ----------- | ------------------------ | ----------- | ----------- | ----------- | ----------- | --------------------- |
| 17 octobre   | Newmarket   | Royaume-Uni | Maiden                   | 1 400 m     | D. Smith    | 7e / 13     | ―           | Orbit                 |
| 29 octobre   | Newmarket   | Royaume-Uni | Durham Handicap          | 1 400 m     | D. Smith    | 6e / 13     | ―           | Hatchik               |
| 1948, 3 ans  |             |             |                          |             |             |             |             |                       |
| 9 avril      | Hurst Park  | Royaume-Uni | Christopher Wren Stakes  | 2 000 m     | E. Smith    | 0 / 23      | ―           | Rose Duke             |
| 23 avril     | Thirsk      | Royaume-Uni | Classic Trial Stakes     | 1 600 m     | R. Shaw     | 1er / 11    | 1/2         | Free Dip              |
| 7 mai        | Chester     | Royaume-Uni | Chester Vase             | 2 450 m     | R. Shaw     | 3e / 8      | 1 ½         | Valognes              |
| 20 mai       | Manchester  | Royaume-Uni | Royal Standard Stakes    | 2 000 m     | R. Shaw     | 1er / 6     | enc.        | Nathoo                |
| 17 juin      | Ascot       | Royaume-Uni | King Edward VII Stakes   | 2 400 m     | T. Raleigh  | 3e / 14     | 3/4         | Vic Day               |
| 1er juillet  | Newmarket   | Royaume-Uni | Princess of Wales Stakes | 2 400 m     | T. Raleigh  | 1er / 5     | 2           | Sayajirao             |
| 31 juillet   | Aintree     | Royaume-Uni | St. George Stakes        | 4 000 m     | D. Smith    | 1er / 4     | tête        | Riding Mill           |
| 11 septembre | Doncaster   | Royaume-Uni | St. Leger                | 2 920 m     | D. Smith    | 2e / 14     | 1 ½         | Black Tarquin         |
| 30 septembre | Newmarket   | Royaume-Uni | Jockey Club Stakes       | 2 800 m     | D. Smith    | 1er / 5     | 1 ½         | Cadir                 |
| 9 octobre    | Ascot       | Royaume-Uni | King George VI Stakes    | 3 200 m     | D. Smith    | 1er / 6     | 5           | Djeddah               |
| 1949, 4 ans  |             |             |                          |             |             |             |             |                       |
| 5 mai        | Chester     | Royaume-Uni | Ormonde Stakes           | 2 870 m     | D. Smith    | 1er / 4     | 1           | Benny Lynch           |
| 21 mai       | Doncaster   | Royaume-Uni | Corporation Stakes       | 3 600 m     | D. Smith    | 1er / 4     | 12          | Lake Placid           |
| 16 juin      | Ascot       | Royaume-Uni | Gold Cup                 | 4 000 m     | D. Smith    | 1er / 7     | 5           | Black Tarquin         |
| 28 juillet   | Goodwood    | Royaume-Uni | Goodwood Cup             | 4 200 m     | D. Smith    | 1er / 5     | 2           | Riding Mill           |
| 8 septembre  | Doncaster   | Royaume-Uni | Doncaster Cup            | 3 600 m     | D. Smith    | 1er / 4     | 8           | Aldborough            |

## Au haras
À l'issue de sa carrière, Alycidon est syndiqué sur la base de £ 120 000. Il s'avère brillant étalon, étant sacré tête de liste en Angleterre et en Irlande en 1955, l'année des exploits de sa fille Meld. Cependant sa carrière fut perturbée par sa faible fertilité (il remplissait moins d'une jument sur trois en 1962) et il fut retiré de la monte début 1963 et il s'éteignit à la fin de cette même année en raison d'une santé fragile. De sa progéniture on retiendra en particulier : 
- Meld : l'une des plus grandes championnes de son temps, lauréate de la Triple Couronne des pouliches (1000 Guinées, Oaks, St. Leger) et des Coronation Stakes. Mère du Derby-winner Charlottown.
- Alcide : St. Leger, King George VI And Queen Elizabeth Stakes.
- Homeward Bound : Oaks, Yorkshire Oaks
- Alcimedes, étalon important en Nouvelle-Zélande
- Gloria Nicky : Cheveley Park Stakes, mère de Never Too Late (Prix de la Salamandre, 1000 Guinées, Oaks)
- Twilight Alley : Gold Cup
- Almeria : Yorkshire Oaks

## Origines
Alycidon est un fils du champion italien Donatello, élevé par Federico Tesio, invaincu en Italie (Gran Criterium, du Derby Italien, du Gran Premio di Milano, du Gran Premio d'Italia), et battu par le seul Clairvoyant dans le Grand Prix de Paris. Donatello faisait la monte en Angleterre depuis 1938, après avoir été syndiqué pour £ 47 500. Il est aussi le père de l'étoile filante Crepello, qui disparut des pistes après avoir remporté les 2000 Guinées et le Derby, et avant de devenir un excellent étalon.
Aurora, la mère d'Alycidon, était l'une des meilleures pouliches de sa génération, terminant deuxième des Cheveley Park Stakes et des 1000 Guinées, avant de s'avérer formidable poulinière, mère de :
- Borealis (1941, par Brumeux) : Coronation Cup, deuxième du St. Leger.
- Amboyna (1943, Bois Roussel),
  - Deuxième mère de Celtic Ash, vainqueur des Belmont Stakes 1960 et troisième des Preakness Stakes.
- Woodlark (1944, par Bois Roussel), 
  - Deuxième mère de Larkspur, lauréat du Derby 1962.
- Acropolis (1952, par Donatello), meilleur 3 ans d'Angleterre en 1955, deuxième des King George VI And Queen Elizabeth Stakes et troisième du Derby.
- Agricola (1956, par Precipitation), tête de liste des étalons en Nouvelle-Zélande en 1968.

### Pedigree
| Origines de Alycidon (GB), mâle alezan né en 1945 | Origines de Alycidon (GB), mâle alezan né en 1945 | Origines de Alycidon (GB), mâle alezan né en 1945 | Origines de Alycidon (GB), mâle alezan né en 1945 |
| ------------------------------------------------- | ------------------------------------------------- | ------------------------------------------------- | ------------------------------------------------- |
| Père Donatello II 1934                            | Blenheim 1927                                     | Blandford                                         | Swynford                                          |
| Père Donatello II 1934                            | Blenheim 1927                                     | Blandford                                         | Blanche                                           |
| Père Donatello II 1934                            | Blenheim 1927                                     | Malva                                             | Charles o'Malley                                  |
| Père Donatello II 1934                            | Blenheim 1927                                     | Malva                                             | Wild Arum                                         |
| Père Donatello II 1934                            | Delleana 1925                                     | Clarissimus                                       | Radium                                            |
| Père Donatello II 1934                            | Delleana 1925                                     | Clarissimus                                       | Quintessence                                      |
| Père Donatello II 1934                            | Delleana 1925                                     | Duccia di Buoninsegna                             | Bridge of Earn                                    |
| Père Donatello II 1934                            | Delleana 1925                                     | Duccia di Buoninsegna                             | Dutch Mary                                        |
| Mère Aurora 1936                                  | Hyperion 1930                                     | Gainsborough                                      | Bayardo                                           |
| Mère Aurora 1936                                  | Hyperion 1930                                     | Gainsborough                                      | Rosedrop                                          |
| Mère Aurora 1936                                  | Hyperion 1930                                     | Selene                                            | Chaucer                                           |
| Mère Aurora 1936                                  | Hyperion 1930                                     | Selene                                            | Serenissima                                       |
| Mère Aurora 1936                                  | Rose Red 1924                                     | Swynford                                          | John O'Gaunt                                      |
| Mère Aurora 1936                                  | Rose Red 1924                                     | Swynford                                          | Canterbury Pilgrim                                |
| Mère Aurora 1936                                  | Rose Red 1924                                     | Marchetta                                         | Marco                                             |
| Mère Aurora 1936                                  | Rose Red 1924                                     | Marchetta                                         | Hettie Sorrel (famille 1-w)                       |